# Tilapia spongotroktis
Tilapia spongotroktis é uma espécie de peixe da família Cichlidae.
É endémica de Camarões.